# Mundochthonius sandersoni
Espèce
Mundochthonius sandersoni est une espèce de pseudoscorpions de la famille des Chthoniidae.

## Distribution
Cette espèce est endémique d'Illinois aux États-Unis. Elle se rencontre dans les comtés de Pope, de Johnson et d'Alexander.

## Description
Les mâles mesurent de 0,75 à 0,9 mm et les femelles de 0,9 à 1,15 mm.

## Étymologie
Cette espèce est nommée en l'honneur de Milton W. Sanderson.

## Publication originale
- Hoff, 1949 : The pseudoscorpions of Illinois. Bulletin of the Illinois Natural History Survey, vol. 24, p. 407-498 (texte intégral).